# Шандра котовниколистная
Шандра котовниколистная (лат. Marrubium catariifolium) — однолетнее растение, вид рода Шандра (Marrubium) семейства Яснотковые (Lamiaceae).

## Распространение и экология
Встречается в Дагестане. Эндемик. Описан из альпийского пояса восточного Кавказа.
Растёт по осыпям в альпийском поясе гор.

## Ботаническое описание
Растение высотой 15—45 см.
Стебли почти от основания ветвистые, покрыты короткими волосками.
Нижние и стеблевые листья тонкие, яйцевидно-продолговатые, крупно городчатые, сверху светло-зелёные, почти голые, снизу густо волосистые, нижние на черешках, стеблевые — короткочерешковые. Верхушечные листья похожи на стеблевые, но мельче их.
Цветки в сильно отставленных многоцветковых ложных мутовках; прицветники равны чашечке, шиловидные, колюче заострённые, жёсткие; чашечка с пятью короткими ланцетно-шиловидными, отклонёнными зубцами, которые в два раза короче трубки; венчик розовый или белый, трубка значительно выдаётся из чашечки.
Орешки эллипсоидальные, тёмно-бурые, мелко бугорчатые.

## Классификация
Вид Шандра котовниколистная входит в род Шандра (Marrubium) подсемейства Яснотковые (Nepetoideae) семейства Яснотковые (Lamiaceae) порядка Ясноткоцветные (Lamiales).
|  |                                      |  |                                                             |                                                             |                      |  | ещё 21 семейство (согласно Системе APG II) | ещё 21 семейство (согласно Системе APG II)  |                                             |  |  |  | ещё более 50 родов | ещё более 50 родов          |  |  |
|  |                                      |  |                                                             |                                                             |                      |  | ещё 21 семейство (согласно Системе APG II) | ещё 21 семейство (согласно Системе APG II)  |                                             |  |  |  | ещё более 50 родов | ещё более 50 родов          |  |  |
|  |                                      |  |                                                             | порядок Ясноткоцветные                                      |                      |  |                                            |                                             | подсемейство Яснотковые                     |  |  |  |                    | вид Шандра котовниколистная |  |  |
|  |                                      |  |                                                             | порядок Ясноткоцветные                                      |                      |  |                                            |                                             | подсемейство Яснотковые                     |  |  |  |                    | вид Шандра котовниколистная |  |  |
|  | отдел Цветковые, или Покрытосеменные |  |                                                             |                                                             | семейство Яснотковые |  |                                            |                                             | род Шандра                                  |  |  |  |                    |                             |  |  |
|  | отдел Цветковые, или Покрытосеменные |  |                                                             |                                                             |                      |  |                                            |                                             |                                             |  |  |  |                    |                             |  |  |
|  |                                      |  | ещё 44 порядка цветковых растений (согласно Системе APG II) | ещё 44 порядка цветковых растений (согласно Системе APG II) |                      |  |                                            | ещё 7 подсемейств (согласно Системе APG II) | ещё 7 подсемейств (согласно Системе APG II) |  |  |  | ещё около 40 видов |                             |  |  |
|  |                                      |  |                                                             | ещё 44 порядка цветковых растений (согласно Системе APG II) |                      |  |                                            |                                             | ещё 7 подсемейств (согласно Системе APG II) |  |  |  |                    |                             |  |  |